# Acaena × obscureolivacea
Acaena × obscureolivacea é uma espécie híbrida de rosácea do gênero Acaena, pertencente à família Rosaceae.